# 세인트아이즈
세인트아이즈(SaintEyes)는 1999년 TGL Studio에서 첫 한글판을 CD로 발행한 게임이다.
전략시뮬레이션과 시나리오의 형식이 혼합된 게임으로, 모든 스테이지를 클리어하면 게임의 최종 엔딩으로 끝마치게 된다.

## 게임방법(Tutorial)
부대지정은 총 5개의 부대까지 지정할 수 있다.

전쟁터 필드에 총 출격이 가능한 병사는 30까지가 제한이 되어있어 이는 잘 조정하여 출병해 싸워야한다.
부대를 많이 보낸다고 전쟁이 수월한것은 아니다. 각자 컨트롤할 수 있는 병사를 잘 조절해야하고 너무 병사가 미약한경우 보충해서 싸워야한다.

## 유닛(Unit)

### 아군
- 워리어(Warrior) : 토로마을 전사단의 주력부대. 평균의 능력치와 빠른 기동력을 보여준다.

- 펜서(Fencer) : 워리어의 여성판. 게임 내에서는 '펜사'라고 표기되어 있다. 공격력은 워리어보다 별로지만, 이동속도와 공격속도 면에서 워리어보다 우월하다.

- 나이트(Knight) : 이동속도, 공격속도가 느리고 공격력은 보통. 그러나 방어력이 높고, 방패 기능(화살이나 적의 일부 근접 공격을 튕겨내어 대미지를 1로 최소화 하고 경직을 무효화한다)을 가지고 있다. 탱커로서의 역할과 궁수부대의 앞선에서 화살방패 역할 등을 수행할 수 있으며, 근접 화력이 약한 편이 아니라서 워리어, 펜사와 함께 근접전도 수행할 수 있다. 이엘파의 기사들도 등장하는데, 푸른 옷에 맨머리로 나오는 왕국 기사와는 다르게 흑색 철가면에 붉은 갑옷을 입고 나온다.

- 클레릭(Cleric) : 이름부터 아군을 치료할 것 같은 느낌을 받는 유닛. 그 이름 답게 MP 10을 소모해서 아군의 체력을 완전히 회복시킨다. 참고로, 이 게임내의 모든 마법은 일시적으로 MP30, 최종적으로 MP10을 소모하기 때문에, 실질적으로 MP 20이 되면 MP 0이 된 것이라고 봐도 된다. 클레릭은 기본적으로 경무장에 메이스로 무장했으므로 전투 수행이 불가능한 것은 아니다. 그러나 공격속도, 공격력, 방어력 등 기본적인 전투능력은 그야말로 안습 수준이며, 이동속도도 위자드 다음으로 느린 정도이므로 자칫 적의 공격에 노출되지 않게 주의.

- 아처(Archer) : 원거리의 대표적인 클래스이다. 워리어, 펜서, 나이트 등이 앞전장에서 교전시 뒤에서 지원공격을 가함으로써 대미지 및 경직으로 적을 무력화시킬 수 있다. 근접싸움에서는 아무 능력도 발휘하지 못해 도망치기만 하므로 주의. 높은 언덕에서 공격하면 추가 대미지를 입힐 수 있는 '언덕 보정'이 미세하게나마 존재한다. 아군 궁수의 경우 검은 모자에 가죽 복장을 하고 있고, 제국 기사는 맨얼굴에 하얀 복장을, 이엘파 궁수는 철투구에 붉은 옷을 입고 있다.

- 레인저(Ranger) : 맷집과 공격력은 형편없으나, 발군의 공격속도와 이동속도에 광범위한 시야를 가진 정찰형 유닛. 적에게 막대한 피해를 입힐 수 있는 지뢰를 한 전투당 20개씩 휴대하고 다닌다. 정찰 과정에서 적의 분대를 발견하면 도망가면서 지뢰를 매설하고, 도망가면서 지뢰를 매설하는 식으로 적의 체력을 갉아먹을 수 있다. 또한 발군의 이동속도를 활용해 적의 아쳐나 위저드의 공격을 회피, 다가가서 처리해버릴수도 있는 등 컨트롤에 따라 그 성능이 좌우되는 병과. 다만 까딱 실수하면 죽어버리게 되며, 레인저 활용에 맛들리다간 본부대에 신경을 못써서 피해를 볼 수 있으므로 양날의 검의 성격도 가지고 있다. '렌저'라고 표기되어 있다.

- 위자드(Wizard) : 넓은 범위의 화염공격(Fire Attack)을 시전하는데, 이는 아군까지 피해가는 스플래쉬(Splash Damage)를 입히게 되어 잘못 사용하게 되면 큰 피해를 보기 때문에 자칫 아군을 죽이는 결과를 낳을 수 있다. 컨트롤 미스가 날 경우 가장 치명적인 병과. 단, 그만큼 화력 하나만큼은 막강하다. 이지모드 기준 적의 궁수는 스콰이어 위저드의 공격을 정통으로 맞는 순간 즉사할 정도. 마법 이외의 공격 수단은 없고, 가장 이동속도가 느린 병과이므로 주의. 제국군이나 이엘파에도 위저드가 존재하는데, 이들은 검은 옷을 입고 있고, MP가 적으며, 공격력 또한 미세하게 낮다. (울편 척후병으로 적 보명을 몰고 다닌다음 적의 위자드를 이용해서 적병을 죽이는것도 가능하다.)

- 거너(Gunner) : 유일하게 구입 불가능한 분대로, 나슈왕이 에스텔 일행에게 선물한 남방 이민족의 이동식 포병부대이다. 약간의 스플래쉬, 보통의 속도로 무한정 가능한 연사 방식, 직선 사격, 막강한 화력등 절륜한 능력치를 가지고 있으나 이동속도나 기반 맷집이 약하고, 직선상에 아군이 있을 경우 아군 피격이 가능하므로 사용할 시 요주의. 위자드 다음으로 강력한 분대지만, 컨트롤 하는 법은 위자드보다도 까다롭다. '간나'라는 알 수 없는 발음으로 표기되어있다.

- 발키리(Valkyrie) : 이 게임 내에서 이 직업을 가진 캐릭터는 주인공인  에스텔이 유일하다. 펜사 수준의 빠른 이동속도와 공격속도, 그리고 막강한 공격력과 적절한 방어력에, '클레릭'의 치료 기술까지 사용할 수 있는 전천후 캐릭터. 그러나 에스텔이 죽을 경우 바로 게임오버가 되므로 사용에 주의해야한다.

### 적군
- 도적(Thief) : 단검을 든 도적과 도끼를 든 도적, 활을 든 도적 등 3가지로 분류된다. 단검을 든 도적은 빠르지만 능력치가 약하며, 도적군의 주력이다. 도끼를 든 도적은 공격력은 막강하나 속도가 느리다. 활을 든 도적은 아군 궁수는 물론 제국군 궁수보다도 약하다. 최초 2번의 전투에밖에 등장하지 않으며, 난이도가 쉬운편.

- 소드맨(Swordman) : 회백색 복장에 방패와 검으로 무장한 제국군의 주력부대. 나이트와 마찬가지로 방패 기능이 있으며, 이동속도는 나이트보다 빠르다. 그러나 공격력이 매우 낮다(심지어 자신의 방어력보다도 낮다).

- 헤비 아머(Heavy Armor) : 검은 갑옷에 도끼로 무장한 제국군 중갑보병으로, 방패 기능과 더불어 도끼에 약간의 스플래시 대미지가 붙어있다. 공격력과 방어력은 발군이나, 공격속도와 이동속도가 안습수준이므로 이를 이용하면 손쉽게 물리칠 수 있다.

- 버서커(Berserker) : 제국군의 특수부대로, 죄인들로 구성된 무지막지한 부대이다. 갑옷 없이 도끼만으로 무장했으며, 막강한 기동력과 공격력을 가지고 있으나 공격속도가 느리고 방어력이 약하므로 이외로 손쉽게 처리할 수 있다. '바사카'라고 표기되어있다.

- 커맨더(Commander) : 검은 갑옷에 붉은 망토를 두른 제국군의 부관으로, 방패 기능에 높은 공격력과 방어력, 보통의 이동속도와 공격속도를 보유하고 있다. 체력이 200이나 되지만, 어차피 경직 시스템 때문에 손쉽게 제압할 수 있다. 게임의 중간보스 오브리온도 커맨더로 나오는데, 그는 백색 갑옷에 투구를 끼지 않았다. '코만도'라고 표기되어있다.

- 솔져(Soldier) : 이엘파의 주력 부대로, 간편한 무장에 검 한자루만 들고 있다. 우군 진형에서 워리어와 그 역할이 흡사하다.

- 신전기사(Temple Knight) : 이엘파와 손을 잡은 디람 성교단의 신전기사단. 이엘파 기사보다 방어력은 높으나 공격력이 낮으며, 갑옷이 좀 더 밝은색이고 방패를 들지 않았다는 것이 특징. 그러나 방패 기능은 여전히 가지고 있다.

- 오거(Ogre) : 송곳니를 가진 흑갈색 곰의 형상을 하고 있는 마물. 발톱에 스플래시 대미지 기능이 있으며, 방패 기능도 가지고 있다. 공격속도와 이동속도가 느리므로 헤비 아머와 마찬가지로 경직 시스템에 의해 손쉽게 제거된다. '오가'라고 표기되어 있다.

- 이터(Eater) : . 다리가 짧은 코끼리의 형상을 하고 있는 마물. 오가와 비슷한 능력치에 방어력이 약간 높고 공격력이 약간 낮은 편. 시체가 있을 경우 시체를 뜯어먹는(?) 희한한 광경을 볼 수 있다. '이타'라고 표기되어 있다.

- 크롤러(Crawler) : 곤충같은 외향에 흑청색 갑각에 사마귀를 연상시키는 칼날 발톱을 장착한 마물. '크로우라'라는 알 수 없는 발음으로 표기되어 있다. 크롤러는 오거와 이터와는 달리 방패기능과 스플래쉬 기능은 없고, 공격력과 방어력은 낮으나, 적을 발견하면 레인저보다도 빠르게 달려들어 막강한 공격속도로 갉아먹는 무시무시한 녀석이다. 하지만 떼로 모여서 후려팬다면 가장 무기력하게 사망하는 마물이기도 하다. 레인저를 운용할 때에는 이녀석에게 당하지 않게 주의해야 한다.

### 계급
세인트아이즈의 아군 유닛들은 기본적으로 '경험치'와 그에 따른 '승급'이 존재한다. 경험치는 기본적으로 전투를 승리할 때마다 10이 주어지며, 이 때 킬수에 따라 경험치가 2씩 추가로 오른다. 이때, 네임드가 '이탈'한 경우에 그 네임드는 경험치를 받지 못하며, 지뢰나 마법 등으로 아군을 죽인 경우에도 경험치를 받는다(..). 경험치를 100 채우면 다음 계급으로 승진하며, 이렇게 경험치 400을 채우면 최종 단계에 이르게 된다.
- 1레벨 : 스콰이어
- 2레벨 : 노비스
- 3레벨 : 솔져(예외적으로 '하란'은 이 레벨부터 시작한다.)
- 4레벨 : 베테랑
- 5레벨 : 히어로
- 칭호 : 킬 수 합 100을 달성하면 주어진다. 클래스 별로 다르며, 클레릭 전용(....)칭호도 있다.

## 전투 TIP
- 피해 경직을 이용할 것. 세인트아이즈는 공격속도의 차이나 병력 수의 차이가 때로는 치명적일 수 있는데, 이는 피해경직 시스템이 있기 때문이다.
- 측면이나 후면에 공격을 받은 경우 방어력은 1로 취급된다. 이를 활용하고, 또 조심하라.
- 세인트아이즈의 원거리 유닛들은 예측사격에 능하다. 이를 역으로 활용하여 역주행 또는 방향 수정을 통해 화살과 마법을 회피할 것.
- 레인저의 매우 빠른 이동속도와 막강한 지뢰를 잘 활용할 것. 넓은 시야로 전장의 판도를 손쉽게 아는 것은 기본이다.
- 위자드의 화력을 적절히 활용하라. 특히 적군 대부대의 공격에서 빛을 발할 것이다.
- 아군의 위자드만큼 적의 위자드도 무시무시한 적임을 상기하라. 펜서나 레인저 등으로 접근하여 죽여도 좋고, 아처의 일점사를 통해 잡아내도 좋다. 적군의 위자드와는 달리 아군의 위자드는 적군의 위자드를 단 1격에 보낼 수 있으므로 이를 이용해도 좋다.
- 언덕을 활용하라. 언덕을 이용하면 아처의 화력이 극대화된다.
- 클레릭의 숫자는 자신의 실력에 맞게 조정할 것. 에스텔도 힐러의 역할을 할 수 있으므로, 보통 둘에서 셋 까지가 적절하다.
- 후반으로 갈 수록 랭크의 위력은 극대화된다. 단 한명의 전사도 용납하지 마라. 어쩔 수 없이 희생이 필요할 때는 네임드(하란, 라이, 리벨트, 데니어스)부터 희생하라. 비록 경험치를 받지 못할지라도, 그들은 부활하여 다시 사용할 수 있다.

## 주요 인물

### 카르티아 왕국
- 에스텔 : 이 게임의 주인공으로, 밝은 금발에 청녹색 눈을 가진 여전사이다. 토로마을 광모신의 신전의 후계자로서, 조국 카르티아의 위기를 전해듣자 자진해서 의용군으로 나선다. 작품 중반에는 그녀가 파피야노 성인(대륙을 구했다는 성인, 디람 성교의 창시자)의 후예로서, 인류 구원의 조정자임이 밝혀진다. 전형적인 착한 히로인에 강인한 여전사 캐릭터를 덧씌워놓은 캐릭터. 전투에서의 능력치는 훌륭한 편으로, 치료까지 사용할 수 있다.

- 레스터 : 토로마을의 광모신(파피야노 성인을 믿는 디람성교와는 다르게 '소피아'라는 신을 믿는다)의 신관장. 아마도 자치령인 토로마을의 우두머리격 인물인 것 같다. 왕국의 고위 인사들에게도 이름이 통용될 정도로 인지도가 높다(흑룡기사단의 단장인 란돌프도 그의 이름을 언급했다). 게임 상에서는 인자하신 할아버지로 나오며, 출정하는 에스텔에게 이것저것 조언을 해주며 유능한 용병인 하란을 붙여준다.

- 하란 : 경험이 없는 에스텔 일행을 위해 신관장 레스터가 에스텔에게 붙여준 용병. 게임 초반 '금빛의 용병'이라는 언급(시시오스가 언급했다)이 나오는 것으로 봐선 그 바닥에선 꽤나 인지도가 높은 인물인 것 같다. 노련하고 경험이 많으며, 전술이나 정치적인 사안에도 밝다. 전투에서는 기반이 '워리어'이나, 막나가는 공격력과 방어력 등 절륜한 능력치를 보여준다. 튜토리얼에서 플레이어를 가르치는 역할로도 등장한다.

- 라이 : 에스텔의 고향 친구로, 괄괄한 열혈 소년이다. 토로마을에서 검술 연습을 할 때 에스텔 바로 다음 정도의 소양을 보였다고. 에스텔의 보조에 충실한 캐릭터이다. 전투에서는 하란과 마찬가지로 기반이 '워리어'이나, 이동속도가 '펜사'에 버금갈 정도로 빠르다.

- 데니어스 : 라이와 마찬가지로 에스텔의 고향 친구. 소심한 성격 탓인지 존재감이 거의 없는 불쌍한 캐릭터이다. 전투에서는 기반이 '아처'이나, 공격력, 방어력, 공격속도, 사거리 등 모든 부분에서 기본 아처보다 우월하다.

- 리벨트 : 카르티아 왕국 청룡 기사단의 부단장. 작중에는 에스텔 일행의 구출을 받고, 청룡 기사단 궤멸 후 에스텔 일행에 합류한다. 전투에서는 기반이 '나이트'로서, 이동속도가 일반 나이트보다 빠르다. 참고로, 플레이어가 조종할 수 있는 네임드 캐릭터는 에스텔부터 리벨트까지 5명이다.

- 크리스 : 카르티아 왕국의 왕자이자, 제1 왕위 계승권자. 섭정 '에탄'의 횡포 속에서도 에스텔 일행의 도움을 받아 제국과의 전쟁을 마무리짓는다. 이후 '에탄'의 반란이 일어나자, 그의 모함으로 이단죄로 감옥에 갇혔던 에스텔을 빼내서 왕궁에서 도주할정도로 주동적인 역할을 한다. 나중에는 결국 에탄을 토벌하고 왕위에 올라 치세를 열게 된다. 왕국 고위층 중, 에스텔을 처음부터 신뢰했던 것은 크리스와 리벨트 두명 뿐이다.

- 란돌프 : 카르티아 왕국 흑룡기사단의 단장. 에탄에 대항하여 크리스 일파를 지켜주는 무인 세력의 역할인 듯 하다. 작품 초반에는 소녀가 지휘한다는 이유로 에스텔 일행을 고깝게 봤으나, 에스텔 일행이 실력을 보임에 따라 그들을 신뢰하게 된다. 게임 중반에 스스로 미끼를 자처하여 도망갈 시간을 벌어주는 등, 상당히 정의로운 이미지를 보여준다.

- 솔라 : 카르티아 왕국 청룡기사단의 단장. 에스텔 일행의 지원을 받고도 그들을 홀대한다던지, 발데 제국군의 장군 시시오스의 전략에 속수무책으로 당하고 종국에는 아무 소득없이 전사하는 등, 무능력한 장군의 전형을 보여준다.

- 브라드 : '명군사'라고 일컬어지는 노인 책사. 발데제국의 황제를 죽이는 계략을 성공시켰을 정도로 출중한 능력을 갖추고 있다. 에탄의 집권 이후 권력층의 투쟁에 휘말려 추방, 그 뒤로 시골에 은거했다. 게임 초반 발데제국군에게 잡혀갈 위기에 처하나, 에스텔 일행이 구출하여 크리스에게 보낸다.

- 디아나 : 브라드의 딸로서, 에스텔 일행과 함께 아버지를 설득하여 왕국을 돕게끔 종용한다. 이후 에스텔 일행을 따라다니며 각종 전략적인 조언을 해준다. 그러나, 그녀는 싸움에 소양이 없어서인지 전투에 나서는 일이 없어서, 그녀를 캐릭터로서 조종할 수는 없다.

- 에탄 : 국왕이 죽은 뒤 어린 크리스 왕자를 보좌하는 역할의 섭정이자, '이엘파'라고 불리는 귀족 보수파의 거두. 국가 위기를 나몰라라 하며, 국가를 구한 에스텔을 이교도 죄로 뒤집어 씌우질 않나, 결국 종국에는 반란을 일으키는 등 전형적인 악역의 모습을 보여준다. 하지만, 종국에는 그 또한 유진의 손아귀에 휘둘린 것에 불과했다는 것이 밝혀진다.

- 레이올 : 디람 성교의 교황. 카르티아 왕국과 발데 제국 모두에 디람 성교를 퍼트리려고 했다. 욕심이 많고 우둔한, 부패한 종교인의 전형을 보여준다.

- 유진 : 디람 성교의 대사교이자 전권대사. 젊은 나이임에도 높은 위치에 오를 정도의 실력자. 에스텔과 마찬가지로 금발에 청록색 눈을 가졌으며, 상당한 꽃미남. 게임 후반에 그가 마물을 불러낸 흑막이라는 사실이 밝혀진다. 에스텔이 인류 구원의 조정자였다면, 유진은 인류 멸망의 조정자였던 것. 종국에는 거대 괴물로 변신, 이 게임의 최종보스로 등장한다.

- 나슈왕 : 카르티아 남쪽 대지의 유목민족의 지도자. 파피야노 성인을 도왔던 이민족 족장의 후계자로서, 파파야노 성인의 후예인 에스텔이 남쪽으로 피신오자 그녀와 카르티아 왕국을 돕게된다.

- 이븐 : 나슈왕의 측근으로, 에스텔이 파피야노 성인의 후예임을 증명해준다. 아마도 유목민족의 제사장 정도의 위치에 있지 않나 싶다.

### 발데 제국
- 한셀 : 발데 제국의 황제. 발데제국 확장기에는 그런대로 능력있는 지도자였으나, 카르티아 침공 당시에는 간신들의 꼬드김을 받아 충신인 동생 로사리오까지 의심하게 되는 등 좋지 않은 주군의 전형을 보여준다. 데미도프의 모함으로 결국 로사리오 암살 지령을 내리나 실패, 종국에는 결국 동생 로사리오의 쿠데타로 죽음을 맞이하게 된다.

- 로사리오 : 발데 제국 황제 한센의 동생이자, 제국의 총사령관. 지용을 겸비하고 성격까지 좋은 엄마 친구 아들(?)이다. 백성들 사이에서 신망이 높았으나, 끝까지 자신의 형인 황제 한셀에 충성하려 했다. 그러나 자신을 표적으로 한 암살 미수 사건이 발생하자 결국 쿠데타를 일으켜, 새로운 황제로 즉위한다. 게임 후반에는 에스텔의 외교에 응하여 카르티아 왕국과 제휴, 마물과의 전쟁에 협력한다.

- 후레이어 : 로사리오의 친위대장. 저격수가 쏜 화살을 대신 맞아주는 등 그를 보좌하는데 성심을 다한다. 할아버지인 레이몬드가 로사리오의 손에 죽었지만, 그녀는 할아버지가 발데 제국의 명예를 위해 죽음을 선택했다는 것을 이해하고, 끝까지 로사리오를 따른다.

- 레이몬드 : 제국의 제1사단 사단장. 로사리오의 검술 스승이고, 로사리오의 부관인 후레이어는 그의 손녀이다. 로사리오의 쿠데타가 옳았다는 것을 알고 있음에도, 황제에 대한 충성심, 그리고 황제 보호를 자처하여 발데제국 황제의 명예를 세우기 위해 그를 막아서고, 결국 그의 칼에 죽임을 당한다. 로사리오는 그를 '데미도프 등의 반란을 진압하는 과정에서 전사'했다고 발표하여 그의 명예를 세워주었다.

- 데미도프 : 제국의 제2사단 사단장. 한셀의 총애를 받던 간신들 중 한명으로, 장군으로서는 무능력한 모습을 여럿 보여준다. 특히, 그가 양동작전에 실패함으로써 장군 오브리온이 전사하게 된다. 후일 로사리오에 대해 역모를 고변, 암살 사건을 조장했으나 실패, 오히려 로사리오의 쿠데타를 정당화시켜주는 역할을 한다(로사리오 일행이 그에게 쿠데타의 죄를 뒤집어 씌워 감옥으로 보냈다).

- 로란도 : 제국의 제3사단 사단장. 한셀의 밀명을 받아 로사리오 암살을 직접 지휘했다. 소규모 부대로 그를 포위하고 화살로 그를 저격했으나, 로사리오의 친위대장 후레이어의 활약과 가레트 등의 개입으로 실패, 결국 가레트의 부하들에게 사로잡힌다. 로사리오는 황제에 대한 충성심과 그의 능력에 참작, 그를 용서하고 그에게 제국 수도 방위 사령관을 겸직시켰다.

- 가레트 : 제국의 제4사단 사단장. 용병 출신으로 발데 제국군에 투신, 종국에는 장군까지 오르게 된 인생역전의 주인공. 자신을 알아봐 준 로사리오를 진심으로 따르는 장군이다. 같은 로사리오 파인 시시오스와는 아웅다웅하는 사이인 듯. 하지만 두명 모두 공적인 일에는 사적 감정은 접어두는 모범적인 공인의 모습을 보여준다. 암살 위기에 빠진 로사리오를 구한 장본인.

- 시시오스 : 제국의 제5사단 사단장. 외모는 얍실하게 생겼으나 상당히 괜찮은 인물. 상황을 보는 눈이 뛰어나고, 전략을 잘 사용하는 신중파 장수. 소규모 유격대로 청룡기사단을 격파한 것이나 로사리오에 대한 암살 모의를 눈치챈 것만 봐도 그의 능력을 알 수 있다. 게임 초반에는 자신을 '지방관에나 어울릴 인물'이라며 겸손한 모습을 보여주는데, 아마도 로사리오가 그의 재능을 알아보고 발탁한 것이 아닐까 싶다.

- 오브리온 : 제국의 제6사단 사단장. 난공불락이라는 달지아 요새를 점령하는 데 공을 세우는 등 병사를 이끄는 것에는 탁월한 재능을 보인다. 그러나 로사리오는 선봉에서 부하들을 이끄는 돌격대장 스타일인 그를 걱정했다. 결국 전선에서 군단을 이끌다가 데미도프를 패주시킨 에스텔 일행에게 기습당해, 교전 과정에서 전사한다. 게임 초반에 등장하는 중간보스.